# Valzner (famiglia)
La famiglia Valzner (anche Faltzner) fu una famiglia nobile del patriziato di Norimberga, nel cui consiglio cittadino sedette dal 1403 al 1448.

## Storia
La famiglia Valzner originariamente proveniva da Grossenfalz presso Sulzbach, area mineraria dell'Alto Palatinato.
Il rappresentante più noto della casata trasferitosi a Norimberga fu Herdegen Valzner di Praga, il quale acquisì una notevole ricchezza col settore minerario in Boemia. Tra le altre cose, egli era amministratore delle miniere di rame reali di Kuttenberg ed era quindi strettamente legato a re Venceslao. Questo legame venne ad ogni modo interrotto dai Valzner prima della sua deposizione nel 1400 e da allora la casata si trasferì a Norimberga, ove ottenne la cittadinanza nel 1401. Venne cooptata nel patriziato nel 1403 ed ottenne il permesso di sedere nel consiglio cittadino.
Herdegen Valzner gestì l'Ospedale dello Spirito Santo di Norimberga dal 1403 al 1416 ed era considerato uno dei più ricchi residenti della Norimberga del suo tempo. Con le famiglie Schürstab, Rummel von Zant und Lonnerstadt, Stromer von Reichenbach e Harsdorf von Enderndorf, fu tra i finanzieri dei re Venceslao, Roberto e Sigismondo e del duca Stefano III di Baviera-Ingolstadt. Questi acquisì quindi notevoli proprietà nell'area di Norimberga assieme a suo fratello Peter.
Con il figlio omonimo di Herdegen Valzner, la famiglia si estinse nel 1427 nella linea maschile e con la morte di Margaretha Valzner nel 1448 decadde anche la linea femminile.

## Membri notabili
- Peter II Valzner von Haimendorff (1360-1420), commerciante, fratello di Herdegen Valzner
- Albert Valzner (? - 1421), decano dei canonici agostiniani di Neunkirchen am Brand
- Herdegen Valzner (? - 1423), appaltatore minerario, banchiere, custode dell'Ospedale dello Spirito Santo